# يوميات مناحي (مسلسل)
يوميات مناحي هو أول مسلسل كارتوني سعودي للكبار، عرض على قناة إم بي سي عام 2006 بطولة الفنان فايز المالكي، تدور أحداث هذا المسلسل حول نظرة الغرب للشعب العربي وأحكامه المسبقة التي يلقيها على أفراده، وكيفية معالجة مناحي لهذه المواقف بطريقته الفريدة والفكاهية والتي تنم عن شخصيته البسيطة والطيبة

## وصلات خارجية
- (يوميات مناحي) أول مسلسل سعودي كرتوني للكبار